# 里平齊 (卡緬涅茨-波多利斯基區)
48°44′6″N 26°23′57″E / 48.73500°N 26.39917°E
里平齊（烏克蘭語：Ріпинці），是烏克蘭的村落，位於該國西部赫梅利尼茨基州，由卡緬涅茨-波多利斯基區負責管轄，面積2.16平方公里，2001年人口573，人口密度每平方公里264.9人。